# Manoir de Beaumont
Le manoir de Beaumont est un édifice situé à Joué-en-Charnie, dans la région historique du Maine (actuel département de la Sarthe), en France.

## Localisation
Le monument est situé dans le département français de la Sarthe, à Joué-en-Charnie, à 1 km au nord du bourg.

## Architecture
Les façades et toitures du manoir, des communs et du pavillon d'entrée, les quatre cheminées du manoir et celle du pavillon d'entrée sont inscrites au titre des monuments historiques le 20 avril 1980.